# Schmelztauchen
Schmelztauchen ist eine Gruppe von Beschichtungsverfahren, bei denen ein Werkstück aus einem höher schmelzenden Metall oder einer Legierung vollständig in ein schmelzflüssiges Bad eines niedriger schmelzenden Metalls oder einer Legierung eingetaucht wird. Beim Herausheben des Werkstücks aus dem schmelzflüssigen Bad haftet das flüssige Metall an dem Werkstück und bildet bei der Abkühlung einen festen metallischen Überzug.

## Voraussetzungen
Damit ein solches Verfahren funktioniert, müssen zwei grundsätzliche Voraussetzungen erfüllt sein:
- Die Schmelzpunkte der beiden Metalle dürfen auf der Temperaturskala nicht zu nahe beieinander liegen, denn das schmelzflüssige Bad muss mindestens so heiß sein, dass es nicht schon kurz vor der Erstarrung ist. Andererseits darf das Werkstück beim Eintauchen nicht so heiß werden, dass es schon beginnt anzuschmelzen.
- Das schmelzflüssige Metall muss an dem Werkstück haften bleiben, d. h., die Adhäsion muss stark genug sein, damit das Werkstück benetzt wird.

Damit ein solches Verfahren auch in der Praxis angewendet wird, müssen noch folgende Voraussetzungen gegeben sein:
- Das Überzugsmetall muss irgendwelche gewünschten, vorteilhaften oder wertsteigernden Eigenschaften aufweisen, die der Grundwerkstoff nicht hat.
- Grundwerkstoff und Überzugswerkstoff müssen in ausreichender Menge und zu vernünftigen Kosten zur Verfügung stehen.
- Der Schmelzpunkt des Überzugsmetalls darf absolut nicht zu hoch sein, da bei sehr hohen Temperaturen technologische Schwierigkeiten, Kosten und Energieverbräuche überproportional zunehmen.

## Geschichte
Das Eintauchen eines Metallteils in ein schmelzflüssiges Metallbad ist ein verhältnismäßig einfacher technologischer Vorgang. Daher sind die ersten Schmelztauchverfahren schon vor langer Zeit entwickelt worden. Das ist auch an den archaisch klingenden Verfahrensbezeichnungen (meist mit dem Präfix Feuer-) zu erkennen.

## Beispiele
Im Periodensystem der Elemente ist eine Vielzahl von Metallen verzeichnet. Fast unüberschaubar ist die Zahl der bekannten oder theoretisch möglichen Legierungen. Trotz der grundsätzlichen Voraussetzungen könnte man so eine sehr große Zahl von denkbaren Schmelztauchverfahren ableiten. Dennoch und vor allem wegen der praktischen Voraussetzungen ist die Zahl von technisch realisierten Schmelztauchverfahren relativ überschaubar geblieben:
- Das Feuerverzinken hat von allen Schmelztauchverfahren die größte wirtschaftliche und technische Bedeutung erlangt. Stahlteile oder -bänder, Gusseisen- oder Stahlgussteile werden in geschmolzenes Zink mit einigen geringen Legierungsbestandteilen getaucht. Wertsteigernde Eigenschaft: Hauptsächlich Korrosionsschutz.
- Beim Feuerverzinnen werden Teile oder Bänder aus Stahl oder aus Kupfer(legierungen) in geschmolzenes Zinn getaucht. Wertsteigernde Eigenschaften: Hauptsächlich Korrosionsschutz, Lebensmittelverträglichkeit, el. Leitfähigkeit und Lötbarkeit.
- Das Feuerverbleien wird nur angewendet, wenn die Toxizität des Bleis nicht stört, z. B. bei Öl- und Kraftstoffbehältern aus Stahl.
- Feueraluminierte Stahlteile haben eine höhere Korrosionsbeständigkeit bei hohen Temperaturen („Zunderbeständigkeit“) als anders beschichtete (z. B. verzinkte) Stahlteile. Das Feueraluminieren wird deshalb z. B. für Auspuffrohre angewendet.
- Eine Sonderstellung nimmt das Feuervergolden ein. Bei diesem Verfahren ist das Überzugsmetall (Amalgam) halb- bzw. dickflüssig und wird auf dem Werkstück verteilt. Man kann also kaum von einem „Eintauchen“ sprechen. Dieses Verfahren ist vor allem wegen seiner Giftigkeit veraltet.

## Konkurrenz zu anderen Verfahren
Das Schmelztauchen steht je nach Einsatzzweck im Wettbewerb mit anderen Oberflächenveredelungsverfahren wie Beschichten oder Galvanischen Verfahren. Wichtige Marktsegmente des Schmelztauchens sind:
- Feuerverzinken von kleinen, mittleren und großen Stahlteilen und -konstruktionen für den Außenbereich.
- Feuerverzinken von Stahlbändern, -blechen und -drähten im Durchlaufverfahren.
- Feuerverzinnen von Kupferbändern für die Elektroindustrie.

## Vor- und Nachteile
- Ein besonderer Vorteil von Schmelztauchverfahren ist die Bildung von Legierungsschichten am Übergang vom Grundwerkstoff zum Überzugswerkstoff. Diese Legierungsschichten führen dazu, dass zwischen dem Werkstück und dem Überzug eine extrem gute Haftung entsteht. Dies geht so weit, dass bei einem feuerverzinkten Stahlteil das Abplatzen der Zinkschicht praktisch fast ausgeschlossen ist.
- Abhängig vom eingesetzten Verfahren erreichen durch Schmelztauchen hergestellte Überzüge im Vergleich zu galvanotechnischen Verfahren höhere Schichtdicken und erreichen deshalb auch eine entsprechend höhere Schutzdauer gegen Korrosion.